# Stade d'Oyem
El Stade d'Oyem es un estadio de fútbol ubicado en la ciudad de Oyem, en Gabón.

## Historia
El estadio fue construido en 2015 con capacidad para más de 20,000 espectadores; pero fue inaugurado en 2016, el cual es administrado por el gobierno de Gabón y que su construcción estuvo a cargo de la empresa china Shanghai General Construction.
El estadio fue diseñado para ser una de las 4 sedes que albergarán la Copa Africana de Naciones 2017, en donde será la sede de 6 partidos de la fase de grupos y uno de los cuartos de final.

## Partidos destacados

### Copa Africana de Naciones 2017
| 16 de enero de 2017 | Costa de Marfil | 0:0     | Togo | Stade d'Oyem, Oyem             |                                |
|                     |                 | Reporte |      | Árbitro(s): Eric Otogo-Castane | Árbitro(s): Eric Otogo-Castane |

| 16 de enero de 2017 | RD Congo      | 1:0 (0:0) | Marruecos | Stade d'Oyem, Oyem              |                                 |
|                     | Kabananga 55' | Reporte   |           | Árbitro(s): Hamada Nampiandraza | Árbitro(s): Hamada Nampiandraza |

| 20 de enero de 2017 | Costa de Marfil    | 2:2 (1:2) | RD Congo                   | Stade d'Oyem, Oyem |  |
|                     | Bony 27' · Dié 68' | Reporte   | Kebano 11' · Kabananga 29' |                    |  |

| 20 de enero de 2017 | Marruecos                                  | 3:1 (2:1) | Togo       | Stade d'Oyem, Oyem |  |
|                     | Bouhaddouz 14' · Saïss 21' · En-Nesyri 72' | Reporte   | Dossevi 5' |                    |  |

| 24 de enero de 2017 | Marruecos  | 1:0 (1:0) | Costa de Marfil | Stade d'Oyem, Oyem |  |
|                     | Alioui 64' | Reporte   |                 |                    |  |

| 25 de enero de 2017 | Uganda   | 1:1 (0:0) | Malí         | Stade d'Oyem, Oyem |  |
|                     | Miya 70' | Reporte   | Bissouma 73' |                    |  |

| 29 de enero de 2017 | RD Congo   | 1:2 (0:0) | Ghana                            | Stade d'Oyem, Oyem |  |
|                     | M'Poku 68' | Reporte   | J. Ayew 63' · A. Ayew 78' (pen.) |                    |  |